# Aliatypus isolatus
Aliatypus isolatus är en spindelart som beskrevs av Coyle 1974. Aliatypus isolatus ingår i släktet Aliatypus och familjen Antrodiaetidae. Inga underarter finns listade i Catalogue of Life.